# Solbiatese Calcio 1993-1994
Questa pagina raccoglie le informazioni riguardanti la Solbiatese Calcio nelle competizioni ufficiali della stagione 1993-1994.

## Rosa
| N. |                   | Ruolo | Calciatore          |
| -- | ----------------- | ----- | ------------------- |
|    | Italia (bandiera) | D     | Roberto Bandirali   |
|    | Italia (bandiera) | D     | Giancarlo Bonisoli  |
|    | Italia (bandiera) | C     | Maurizio Calamita   |
|    | Italia (bandiera) | A     | Alberto Cambiaghi   |
|    | Italia (bandiera) | A     | Marco Cavicchia     |
|    | Italia (bandiera) | C     | William Del Bancon  |
|    | Italia (bandiera) |       | Dallo               |
|    | Italia (bandiera) |       | Gallo               |
|    | Italia (bandiera) | A     | Stefano Guidoni     |
|    | Italia (bandiera) | P     | Paolo Locatelli     |
|    | Italia (bandiera) | C     | Renato Marchesi     |
|    | Italia (bandiera) | C     | Leonardo Occhipinti |

| N. |                   | Ruolo | Calciatore             |
| -- | ----------------- | ----- | ---------------------- |
|    | Italia (bandiera) | D     | Giuseppe Pedretti      |
|    | Italia (bandiera) | D     | Alessandro Pistone     |
|    | Italia (bandiera) | A     | Mario Rossini          |
|    | Italia (bandiera) | C     | Massimo Rovellini      |
|    | Italia (bandiera) |       | Secca                  |
|    | Italia (bandiera) | D     | Christian Terni        |
|    | Italia (bandiera) | C     | Fabio Tibaldo          |
|    | Italia (bandiera) | P     | Andrea Foresti         |
|    | Italia (bandiera) | A     | Luigi Tirapelle        |
|    | Italia (bandiera) | C     | Nicola Trentini        |
|    | Italia (bandiera) | D     | Marco Zaffaroni        |
|    | Italia (bandiera) | C     | Giovanbattista Zanetti |

## Risultati

### Campionato

#### Girone di andata
| 12 settembre 1993 1ª giornata | Crevalcore | 1 – 0 | Solbiatese |  |

| 19 settembre 1993 2ª giornata | Solbiatese | 1 – 2 | Olbia |  |

| 26 settembre 1993 3ª giornata | Tempio | 2 – 0 | Solbiatese |  |

| 3 ottobre 1993 4ª giornata | Solbiatese | 2 – 0 | Legnano |  |

| 10 ottobre 1993 5ª giornata | Solbiatese | 0 – 0 | Centese |  |

| 17 ottobre 1993 6ª giornata | Aosta | 2 – 2 | Solbiatese |  |

| 24 ottobre 1993 7ª giornata | Solbiatese | 1 – 1 | Trento |  |

| 7 novembre 1993 8ª giornata | Pavia | 1 – 0 | Solbiatese |  |

| 14 novembre 1993 9ª giornata | Solbiatese | 2 – 0 | Cittadella |  |

| 21 novembre 1993 10ª giornata | Novara | 2 – 0 | Solbiatese |  |

| 28 novembre 1993 11ª giornata | Solbiatese | 3 – 2 | Lumezzane |  |

| 5 dicembre 1993 12ª giornata | Ospitaletto | 1 – 1 | Solbiatese |  |

| 12 dicembre 1993 13ª giornata | Torres | 0 – 0 | Solbiatese |  |

| 19 dicembre 1993 14ª giornata | Solbiatese | 1 – 1 | Giorgione |  |

| 16 gennaio 1994 15ª giornata | Pergocrema | 1 – 1 | Solbiatese |  |

| 23 gennaio 1994 16ª giornata | Solbiatese | 2 – 0 | Lecco |  |

| 30 gennaio 1994 17ª giornata | Vogherese | 2 – 0 | Solbiatese |  |

#### Girone di ritorno
| 6 febbraio 1994 18ª giornata | Solbiatese | 0 – 2 | Crevalcore |  |

| 13 febbraio 1994 19ª giornata | Olbia | 1 – 0 | Solbiatese |  |

| 20 febbraio 1994 20ª giornata | Solbiatese | 0 – 0 | Tempio |  |

| 6 marzo 1994 21ª giornata | Legnano | 0 – 2 | Solbiatese |  |

| 13 marzo 1994 22ª giornata | Centese | 1 – 1 | Solbiatese |  |

| 20 marzo 1994 23ª giornata | Solbiatese | 3 – 0 | Aosta |  |

| 27 marzo 1994 24ª giornata | Trento | 0 – 0 | Solbiatese |  |

| 10 aprile 1994 25ª giornata | Solbiatese | 1 – 0 | Pavia |  |

| 17 aprile 1994 26ª giornata | Cittadella | 0 – 0 | Solbiatese |  |

| 24 aprile 1994 27ª giornata | Solbiatese | 0 – 1 | Novara |  |

| 1º maggio 1994 28ª giornata | Lumezzane | 0 – 2 | Solbiatese |  |

| 15 maggio 1994 29ª giornata | Solbiatese | 1 – 1 | Ospitaletto |  |

| 22 maggio 1994 30ª giornata | Solbiatese | 1 – 1 | Torres |  |

| 29 maggio 1994 31ª giornata | Giorgione | 2 – 2 | Solbiatese |  |

| 5 giugno 1994 32ª giornata | Solbiatese | 3 – 0 | Pergocrema |  |

| 12 giugno 1994 33ª giornata | Lecco | 2 – 1 | Solbiatese |  |

| 19 giugno 1994 34ª giornata | Solbiatese | 3 – 1 | Vogherese |  |